# فيلي كوتا
فيلي كوتا (بالفنلندية: Veli Koota)‏ (مواليد 14 سبتمبر 1957) هو ملاكم فنلندي، مثّل بلاده في الألعاب الأولمبية الصيفية 1980.

## روابط خارجية
فيلي كوتا على موقع أوليمبيديا (الإنجليزية)